# 瓦连京·布利兹纽克
瓦连京·伊万诺维奇·布利兹纽克（俄語：Валентин Иванович Близнюк，1928年4月12日—2019年12月30日），前苏联飞机设计师。图波列夫航空科技综合体总设计师。

## 生平
1928年4月12日生于東哈薩克斯坦州小俄罗斯村。1953年毕业于莫斯科航空学院。1952年进入图波列夫设计局工作，参与圖-91和圖-95轟炸機的开发。1957年之后，领导了无人机项目的开发，包括图-121、图-123、图-143、图-141等机型。1960年代，成为世界第一款超音速客机圖-144的副总设计师。1960年代后期，参与圖-160轟炸機的开发研制。1975年，成为该项目的首席设计师。
2019年12月30日去世。